# Брийя-Саварен
Брийя-Саварен, или Брилья-Саварен (фр. Brillat-Savarin) — французский мягкий сыр из коровьего молока с белой пенициллиновой корочкой.
Из-за высокой жирности и насыщенного вкуса этот сыр был прозван «сырным фуа-гра».

## История
Рецепт этого сыра был создан семейством Дюбюк в Форж-лез-О (департамент Приморская Сена) в 1890 году. Изначально сыр производился под названием Эксельсиор (фр. Excelsior), однако известность он получил только в 1930-е годы, когда известный французский сыродел и аффинёр Анри Андруэ (фр. Henri Androuët), отец другого знаменитого сыродела Пьера Андруэ, начал выпускать этот сыр под наименованием «Брийя-Саварен». Он назвал свой продукт в честь известного французского писателя и кулинара Жана Антельма Брийя-Саварена.

## Изготовление
Сыр производится в течение всего года, для его приготовления используется обогащённое сливками коровье молоко. Сыр созревает в течение одной—двух недель. В процессе производства в сыр добавляется тройное количество сливок, поэтому его жирность достигает 75 %.

## Описание
Головки сыра имеют форму цилиндра диаметром 12—13 сантиметров, высотой 3,5—4 сантиметра и весом 450—500 грамм, также выпускаются головки уменьшенного размера весом от 100 до 300 грамм. У молодого сыра корка отсутствует, его поверхность белая и влажная, а мякоть похожа на крем-фреш. Выдержанный сыр покрыт тонкой коркой с толстым и гладким слоем белой бархатистой плесени, мякоть становится достаточно плотной, однако остаётся жидкой, хрупкой и пастообразной.
В молодом виде этот сыр обладает свежим молочным ароматом и кисловатым привкусом. Вызревший сыр приобретает сливочный маслянистый вкус с грибными нотками, задаваемыми коркой плесени. Употребляется в качестве самостоятельного блюда, сочетается со многими красными и белыми винами, а также с шампанским.